# 凱利·布拉茨
凱利·布拉茨（Kelly Steven Blatz，1987年6月16日—）是美國的一位演員和音樂人。他在電玩特工中擔任主演，並且也出演過90210等電視劇。